# 지구의 절반을 만들었던 곡물
지구의 절반을 만들었던 곡물(영어: The Grain That Built a Hemisphere)은 미국의 단편 애니메이션 다큐멘터리다. 옥수수를 소개하는 이 약 10분 짜리 애니메이션은 빌 저스티스(en)와 크레디트에 이름이 나오지 않는 빌 로버츠의 협동으로 제작 및 감독하였다.

## 줄거리
이 다큐멘터리는 오늘날 옥수수의 가까운 친척인 Zea(en)과 식물과 Cymbopogon citratus(en)를 설명한다. 다큐멘터리의 첫 부분은 수렵으로 생계를 유지했던 남아메리카의 원주민들이 등장하여 시간이 지나 곡물 등의 식용 식물을 생산하는 과정을 보여준다. 이리하여 옥수수를 재배를 하는 과정과 옥수수의 신을 위해 희생 의식을 수행하는 장면을 소개한다. 마야인들은 여러 가지 곡물의 신들이 안장했던 신전들이 많았다고 설명한다. 이어서 옥수수 재배를 널리 보급했던 마야 문명의 신전과 의식을 보여준다. 또한 이 곡물과 관련된 아즈텍 문명과 풍습을 설명한다. 나중에 궁극적으로 옥수수가 어떻게 전세계적으로 보급 되는 과정으로 옥수수의 유래에 대한 배경지식을 관객들에게 상기시킨다. 다음으로 옥수수빵, 팝콘, 토르티야, 등의 옥수수로 만들어진 현대 제품들을 나열한다.
그 다음에 현재적인 옥수수의 재배와 품종 개량을 소개하며, 더 자세하게 이 곡물의 사료로 사용하는 방법을 관찰한다. 관객들을 이해하기 쉽게 사료로 쓰이는 옥수수를 농장의 동물들을 모이게 하는 곡물로 묘사한다. 농장을 구경한 다음, 맥주, 글루코스와 설탕 제품 등의 다양한 제품을 연구 및 개발하는 어떠한 화학자가 보인다. 결론으로 연료나 건축용 자제로 먼훗날 옥수수의 용도를 추축해 본다. 옥수수의 발견하는 장면을 다시 보며 영화가 끝난다. 해설자는 옥수수를 재배했던 원주민을 감사하며 미래의 세대들을 위한 옥수수의 중요성을 질문한다.

## 제작 배경
월트 디즈니 컴퍼니가 이 단편 애니메이션을 2차 세계 대전 당시 캐나다 정부를 위해서 미국 연방정부 아메리카 정책국 정책기획처의 지원 하에 제작했다.